# Перец кайенский

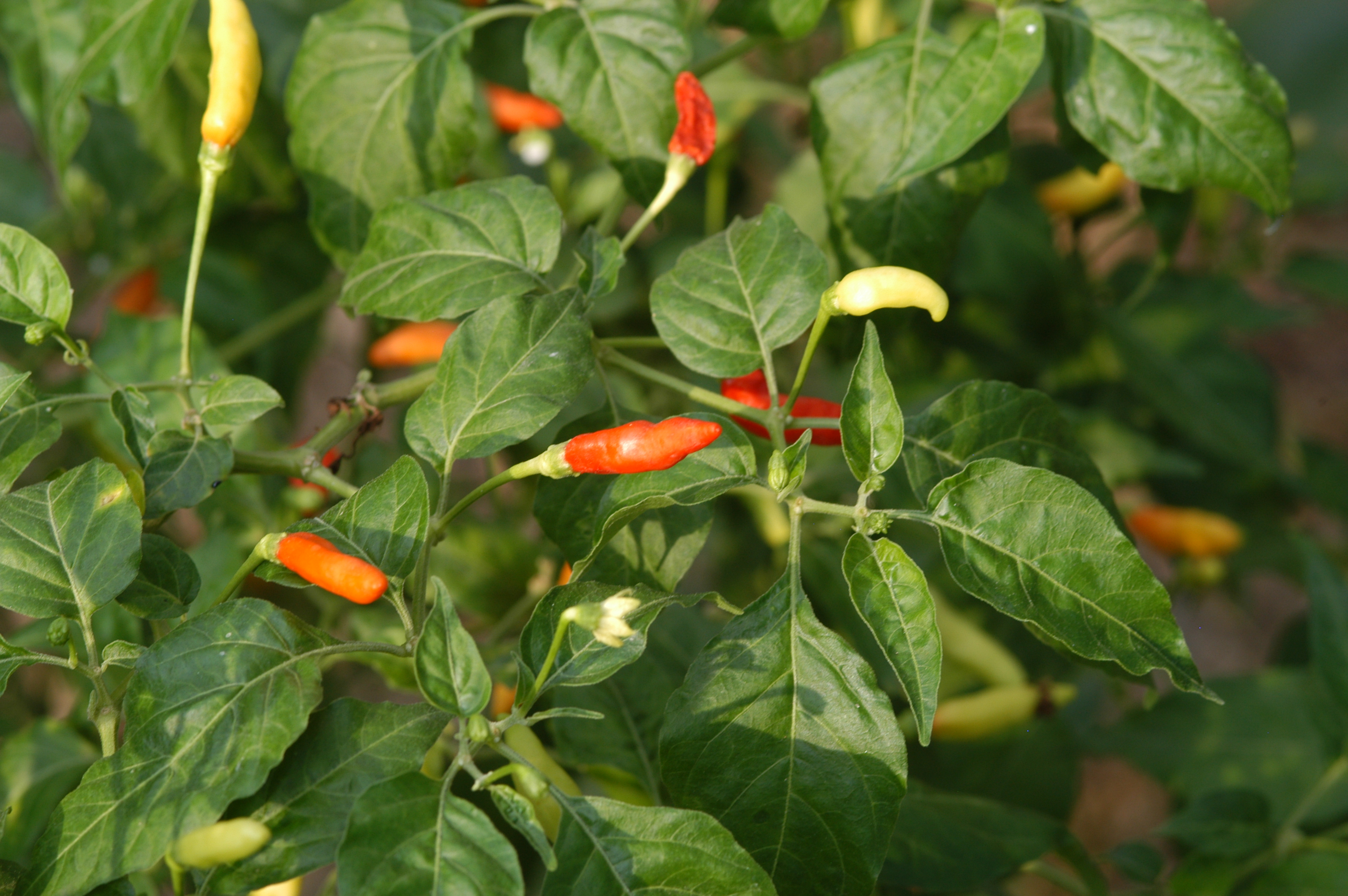
Capsicum frutescens

Ка́псикум кайе́нский, пе́рец кайе́нский — группа сортов перца рода Капсикум вида Capsicum frutescens (перец кустарниковый), по одним источникам являющегося синонимом вида Capsicum annuum, по другим — самостоятельным видом рода Капсикум. Кроме того, кайенский перец могут относить к отдельному виду Capsicum chinense Jacq.. Острота на уровне примерно 30 000—50 000 единиц Сковилла.
Плоды обладают сильно выраженным жгучим вкусом за счёт содержания существенного количества капсаицина (степень жгучести зависит от сорта). Форма плода типична для овощных перцев, однако его размер достигает наименьших значений: с фасолину (1,5×0,5 см).
Этот и другие виды сильно жгучих красных перцев иногда называют «перец чи́ли».

## Ботаническое описание
Многолетний кустарник высотой 20—120 см, в защищённом грунте достигает 3 м и более.
Листья эллипсовидные, гладкие, очередные.
Цветки в основном белые, желтые или фиолетовые.
Плод — ложная пустотелая ягода продолговатой формы. Толщина стенок 1—2 мм. Цвет: зелёный, жёлтый (на стадии технической (потребительской) спелости), светло-оранжевый, красный и более тёмных оттенков (при биологической зрелости).

## История и производство
Capsicum frutescens является древним возделываемым видом в Латинской Америке.
Крупнейшие производители: США (Калифорния), Мексика, Бразилия, Колумбия, Гвиана, некоторые области Западной Африки, Вьетнам, Индия, Индонезия и некоторые другие тропические страны.
Выращивают перец и в закрытом грунте: в теплицах, парниках, в цветочных горшках и на балконах как комнатное растение.